# Concilio di Pisa (1511)
Il concilio (o conciliabolo, in quanto non legittimo) di Pisa fu un'assemblea di prelati convocata da Luigi XII di Francia per intimidire papa Giulio II con la minaccia di uno scisma.
In quanto alleato del duca di Ferrara Alfonso I d'Este, entrato in contrasto con il papa per aver abbandonato la lega di Cambrai, Luigi XII fu colpito dall'interdetto lanciato da Giulio II.
Il re di Francia, nel settembre 1510, reagì riunendo a Tours un sinodo di vescovi francesi, che si appellarono a un concilio; anche l'imperatore Massimiliano I d'Asburgo sostenne l'iniziativa.
Le sessioni si tennero prima nella chiesa di San Michele in Borgo e poi nella Cattedrale.
Il concilio fu indetto a Milano il 16 maggio 1511 e si aprì a Pisa nel novembre 1511 alla presenza di quattro cardinali (Bernardino López de Carvajal, Federico Sanseverino, Guillaume Briçonnet e René de Prie) e diciotto tra vescovi e abati, in massima parte francesi; dopo tre sessioni, il conciliabolo fu trasferito a Milano, poi ad Asti e, nel giugno 1512, a Lione, dove venne sciolto senza aver ottenuto nessun risultato.
Giulio II reagì scomunicando i cardinali ribelli e convocando il concilio Lateranense V, poi riconosciuto anche da Luigi XII, che dichiarò scismatico il conciliabolo pisano.